# Boaçà
Boaçà, antic poble del Rosselló (Catalunya del Nord), en el territori de l'actual comuna d'Alenyà. En el present (2015) n'ocupa el lloc el Mas Blanc (antigament, Mas Blan), a mig camí entre Alenyà i Tesà.

## Història
El nom podria provenir de la transformació d'un epònim Boetius, un propietari rural versemblantment, que hauria derivat en Boaçà. La primera menció escrita de l'indret és del 22 d'abril del 876 ("la villa Buacano cum ecclesia Sancti Martini") i surt en una donació que Anna, filla del difunt Alaric i de Rotruda, comtes d'Empúries, feu a Radulf i a la seva esposa Ridlinda (possiblement germana d'Anna i filla d'Alaric). Un document del 1228 indica que Andreu de Mosselos era propietari (o administrador) de terres a "Alenyà, Boaçà i Mosselos" per compte del senyor de Canet; i, al mateix any, Ramon de Canet cedí a l'Hospital de Sant Joan de Perpinyà determinats drets sobre una propietat seva a Boaçà. El poblet, entre 1790 i 1794 va ser integrat a la comuna francesa d'Alenyà.

### Sant Martí de Boaçà
L'església del lloc era dedicada a sant Martí, com ho testimonia una deixa del 1284, quan Martí Blanquet de Tesà llega 12 diners per al manteniment d'una candela davant de l'altar. Una campana, que hauria estat del campanar de Boaçà, es conserva actualment al de l'església de Sant Andreu del Catllar. Algunes fonts han indicat que l'església es va integrar com a capella al castell de Boaçà quan aquest fou edificat al XIV.

### El castell de Boaçà
El castell, que surt ja en documentació del 1322, havia estat bastit al mateix segle xiv sobre una torre antiga, de base quadrada, que serví de torre de l'homenatge. Al segle XVI pertanyia a la rica família perpinyanenca dels Blan. Va esdevenir el Mas Blan, deformat posteriorment en Mas Blanc. Un document de 1405 indica que el senyor de Boaçà era Pere Blan, i al 1427 Berenguer de Palou reconeix a Pere Blan tots els seus drets sobre el terme de Boaçà. El "mas Boaça" va ser confiscat a Antoni de Sentmenat el 1654 per Armand de Borbó, príncep de Conti, que l'atorgà a François de Ros en el marc de l'ocupació francesa de Catalunya del 1654-1657 (guerra dels Segadors), ocupació que s'acabà amb el Tractat dels Pirineus del 1659.
A finals del segle xix, la propietat del castell era de la família Gout de Bize, una rica família d'Alenyà; un dels seus membres, Posper Gout de Bize, fou alcalde del poble del 1863 al 1877.
El 1890, Deville indicà que els quatre angles del castell estaven formats per torres, i que feia de mas agrícola. Les restes del castell van ser completament arrasades el 1974 per a la construcció del centre de vacances del mas Blanc. Un fet històric es vinculà a l'antic castell: al 21 de desembre del 1891 hi morí el general de divisió Hippolyte Albert Cambriels (1861-1891).